# 敌稗
敌稗是一种含氮有机化合物，化学式C
9H
9Cl
2NO，能用作除草剂，是美国使用最广泛的除草剂之一。